# التائهون (رواية)
التائهون (بالفرنسية: Les Désorientés)‏ رواية للأديب اللبناني أمين معلوف باللغة الفرنسية صدرت عن دار Grasset في سبتمبر 2012. وقد استلهم المؤلف أحداثها من شبابه. تقع الرواية في 528 صفحة وقد صدرت ترجمة لها للعربية عن دار الفارابي في نوفمبر من نفس السنة.